# Stuart Boam
Stuart William Boam (Kirkby-in-Ashfield, 28 gennaio 1948) è un allenatore di calcio ed ex calciatore inglese, di ruolo difensore.

## Caratteristiche tecniche
Era un difensore centrale.

## Carriera

### Giocatore
Esordisce tra i professionisti nella stagione 1966-1967 con il Mansfield Town, nella terza divisione inglese; tuttavia è solo dalla stagione successiva che, all'età di 19 anni, si guadagna il posto da titolare al centro della difesa degli Stags, mantenendolo per altre quattro stagioni consecutive, tutte trascorse in questa categoria; durante la sua permanenza nel club scende anche in campo nella vittoria per 3-0 del quinto turno (ottavi di finale) della FA Cup 1968-1969 ottenuta contro il West Ham Utd, che oltre a coincidere con uno dei migliori risultati della storia del club in questo torneo salì anche alla ribalta a livello nazionale.
Nell'estate del 1971, dopo complessive 175 presenze e 3 reti in partite di campionato, Boam viene ceduto per 50000 sterline al Middlesbrough, club di seconda divisione. All'inizio della stagione 1973-1974, nella quale il Boro vince il campionato, venendo quindi promosso in prima divisione, diventa anche capitano del club, continuando poi a giocare stabilmente da titolare anche nel lustro successivo (ad esempio, nella stagione 1974-1975 gioca tutte e 42 le partite di campionato), trascorso integralmente in massima serie. Nell'estate del 1979, dopo 322 presenze e 14 reti in partite di campionato (e quasi 400 presenze fra tutte le competizioni ufficiali) viene ceduto per 100000 sterline al Newcastle Utd, club con cui trascorre un ulteriorie biennio in prima divisione (69 presenze ed una rete).
Nell'estate del 1981, all'età di 33 anni e a dieci anni di distanza dalla sua cessione, fa ritorno al Mansfield Town, nel frattempo sceso in quarta divisione: qui ricopre il doppio ruolo di giocatore ed allenatore, venendo però esonerato (e contestualmente anche svincolato come giocatore) nel gennaio del 1983. Chiude la carriera al termine della stagione 1982-1983, dopo un'ultima fugace esperienza con l'Hartlepool Utd, altro club di quarta divisione, con cui gioca solamente una partita.
In carriera ha totalizzato complessivamente 582 presenze e 19 reti nei campionati della Football League.

### Allenatore
Dopo il ritiro ha anche allenato per una stagione i semiprofessionisti del Guisborough Town.

## Palmarès

### Giocatore

#### Competizioni nazionali
- Campionato inglese di seconda divisione: 1

Middlesborugh: 1973-1974